# دیوید فرر (بازیکن فوتبال)
دیوید فرر (انگلیسی: David Ferrère؛ زادهٔ ۳۰ مهٔ ۱۹۷۴) بازیکن فوتبال اهل فرانسه است.
از باشگاه‌هایی که در آن بازی کرده‌است می‌توان به باشگاه فوتبال مادرول اشاره کرد.